# Chiomonte
Chiomonte is een gemeente in de Italiaanse provincie Turijn (regio Piëmont) en telt 992 inwoners (31-12-2004). De oppervlakte bedraagt 26,7 km², de bevolkingsdichtheid is 37 inwoners per km².
De volgende frazioni maken deel uit van de gemeente: Frais, Sant'Antonio, Ramat en Cels.

## Demografie
Chiomonte telt ongeveer 498 huishoudens. Het aantal inwoners daalde in de periode 1991-2001 met 0,4% volgens cijfers uit de tienjaarlijkse volkstellingen van ISTAT.
| Jaar | Inwoneraantal |
| ---- | ------------- |
| 1991 | 1015          |
| 2001 | 1011          |

## Geografie
De gemeente ligt op ongeveer 750 m boven zeeniveau.
Chiomonte grenst aan de volgende gemeenten: Giaglione, Exilles, Gravere en Usseaux.

## Galerij

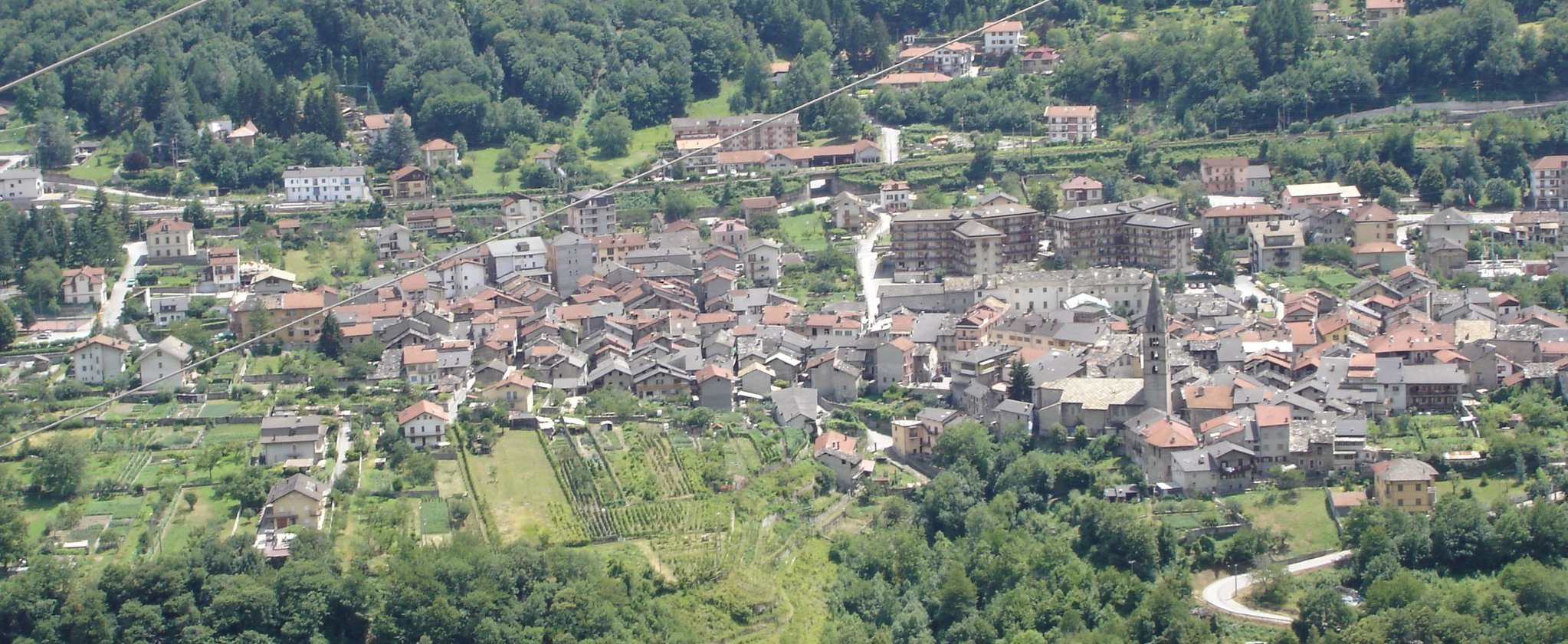
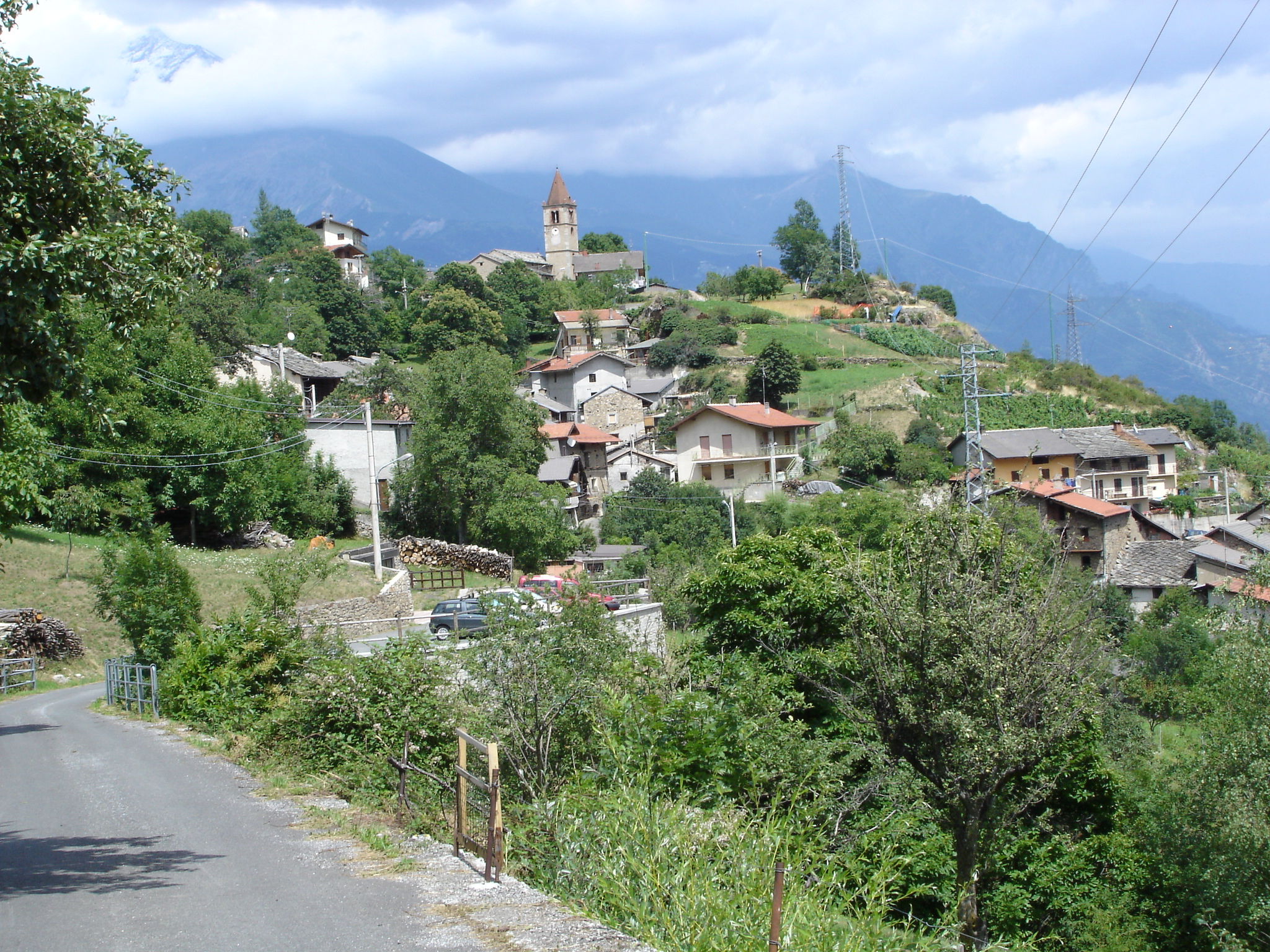
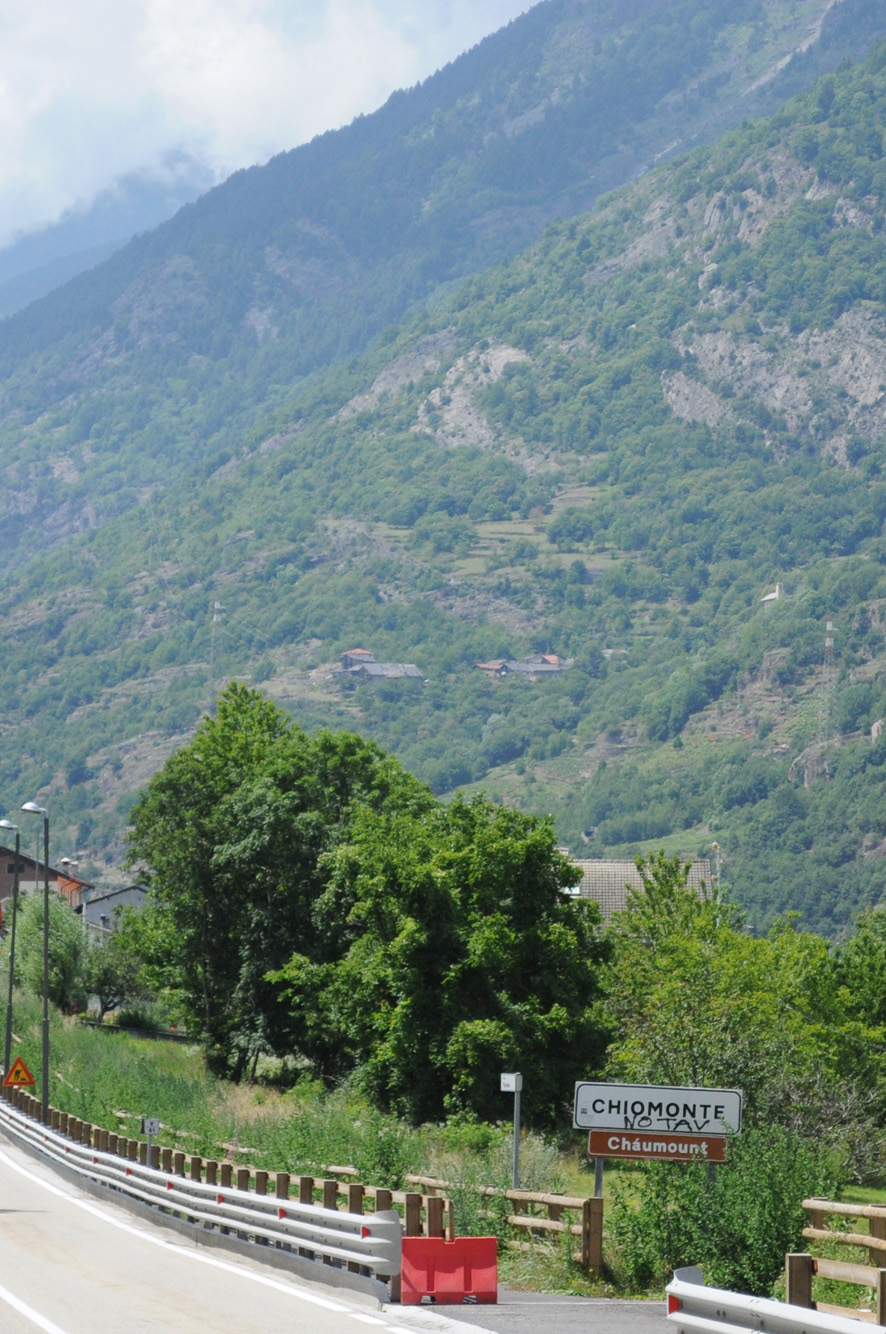